# The Royals
The Royals is een Amerikaanse dramaserie die oorspronkelijk werd uitgezonden van 15 maart 2015 tot en met 13 mei 2018. Hij bestaat uit veertig afleveringen verdeeld over vier even lange seizoenen. The Royals werd uitgezonden door E!. Het verhaal van de serie is losjes gebaseerd op de roman Falling for Hamlet van Michelle Ray. In de hoofdrollen zijn onder meer Elizabeth Hurley en William Moseley te zien.

## Verhaal
De serie gaat over een fictieve versie van de Britse koninklijke familie. Aan het begin van de serie is koning Simon (Vincent Regan) het staatshoofd. Hij wordt bijgestaan door zijn vrouw, koningin Helena (Elizabeth Hurley), die heel wat te stellen heeft met haar twee jongste kinderen, de nogal hedonistische tweeling Liam (William Moseley) en Eleanor (Alexandra Park). Van de geplande troonopvolger, oudste zoon Robert (Max Brown), wordt gedacht dat hij om het leven gekomen is, waardoor onverwachts Liam klaargestoomd moet worden voor de troon. In het derde seizoen blijkt Robert echter nog te leven, met alle gevolgen van dien. In het vierde seizoen blijkt dat Robert veel te verbergen heeft over zijn vermissing. Robert verlooft zich en ondertussen probeert Liam de troon terug te krijgen.

## Rolverdeling

### Hoofdrollen
| Acteur            | Personage                    | Opmerkingen                                            |
| ----------------- | ---------------------------- | ------------------------------------------------------ |
| Vincent Regan     | koning Simon Henstridge      |                                                        |
| Elizabeth Hurley  | koningin Helena Henstridge   |                                                        |
| William Moseley   | prins Liam                   | jongere zoon van Simon en Helena                       |
| Alexandra Park    | prinses Eleanor              | jongste kind van Simon en Helena, tweelingzus van Liam |
| Jake Maskall      | prins Cyrus Henstridge       | broer van Simon en Hertog van York                     |
| Tom Austen        | Jasper Frost                 | bodyguard en daarnaast Eleanors minnaar                |
| Oliver Milburn    | Ted Pryce                    | hoofd beveiliging                                      |
| Merritt Patterson | Ophelia Pryce                | dochter van Ted Pryce                                  |
| Genevieve Gaunt   | Wilhelmina ("Willow") Moreno | vriendin van Liam                                      |
| Max Brown         | prins Robert Henstridge      | Simons en Helena's dood gewaande oudste zoon           |

### Bijrollen
| Acteur            | Personage                   | Opmerkingen                                 |
| ----------------- | --------------------------- | ------------------------------------------- |
| Lydia Rose Bewley | prinses Penelope Henstridge | Cyrus' oudste dochter                       |
| Hatty Preston     | prinses Maribel Henstridge  | Cyrus' jongste dochter (seizoen 1)          |
| Jerry-Jane Pearce | prinses Maribel Henstridge  | Cyrus' jongste dochter (seizoen 2)          |
| Andrew Bicknell   | Lucius                      | secretaris van Helena en later Cyrus        |
| Scott Maslen      | James Holloway              | politicus en minnaar van Cyrus              |
| Joan Collins      | Alexandra of Oxford         | Helena's moeder en groothertogin van Oxford |
| Noah Huntley      | kapitein Alistair Lacey     | Helena's minnaar                            |
| Ukweli Roach      | Marcus Jeffrys              | bodyguard van Liam                          |
| Rocky Marshall    | James Hill                  | bodyguard, later hoofd beveiliging          |

## Reacties
Veel critici hadden een nogal negatief oordeel. The Independent ging zelfs zo ver om de The Royals "waarschijnlijk de slechtste serie ooit" te noemen. Aan de andere kant was The Daily Beast vrij positief.